# Yvotte Fontaine
Yvotte Fontaine – francuski kierowca wyścigowy.

## Kariera
Fontaine rozpoczął karierę w międzynarodowych wyścigach samochodowych w 1974 roku od startu w klasie S 2.0 24-godzinnego wyścigu Le Mans, w którym odniósł zwycięstwo, a w klasyfikacji generalnej był siedemnasty. Rok później był drugi w klasie GT Ser. (jedenasty w klasyfikacji generalnej).